# ماهنیا پیناتا
ماهنیا پیناتا (نام علمی: Mahonia pinnata) نام یک گونه از تیره زرشکیان است.